# Alicia Silverstone
Alicia Silverstone (San Francisco (Californië), 4 oktober 1976) is een Amerikaans actrice.
Halverwege de jaren 90 werd Silverstone een tieneridool door haar optredens in de videoclips van Aerosmith bij de nummers Cryin, Amazing en Crazy. Kort daarop volgden rollen in films als The Crush, Clueless en Batman & Robin.

## Jeugd
Silverstone werd geboren als kind van Britse ouders en werd joods opgevoed. Ze heeft een oudere broer (David) en een halfzus (Kezi) uit een vorig huwelijk van haar vader. Ze groeide op in San Francisco in de Amerikaanse staat Californië.
Op zesjarige leeftijd begon Silverstone met modellenwerk en verscheen in enkele commercials. Tijdens haar vakanties in Engeland werd ze enthousiast voor lokale theatervoorstellingen. Naast balletlessen volgde ze op 13-jarige leeftijd ook acteercursussen.

## Carrière

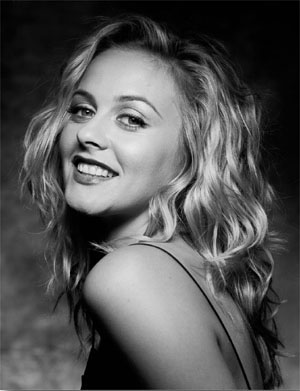
Silverstone in 2005

De eerste rol van Silverstone was een optreden in de elfde aflevering van het vijfde seizoen van de televisieserie The Wonder Years in 1992. Een jaar later had ze haar eerste filmrol in de film The Crush. Ze ontving twee MTV Movie Awards voor de film. Tijdens de prijsuitreiking trok ze de aandacht van zanger Steven Tyler, zanger van de rockband Aerosmith, die haar een rol gaf in drie videoclips van de band.
De rol van schoolmeisje in de videoclips trok ook de aandacht van regisseuse Amy Heckerling, die haar castte als typische Californische tiener voor de film Clueless in 1995. Ze speelde de rol van Batgirl in de vierde Batman-film, Batman & Robin uit 1997. Hoewel ze met name voor haar rol in Clueless positieve kritieken kreeg, waar ze onder meer een American Comedy Award en een National Board of Review Award mee won, werd haar rol in Batman & Robin zo slecht beoordeeld dat ze er een Razzie Award voor kreeg.
Ze had ook een hoofdrol in de komedie Trouble in the Baggage met Benicio del Toro en Christopher Walken. Voor het eerst was ze hier actief als filmproducent. In 1999 speelde ze met Brendan Fraser in de romantische komedie Blast from the Past.
Vanaf 2000 trok Silverstone zich terug uit de filmindustrie en stond vooral voor de camera voor onafhankelijke films en televisieprojecten. Ze speelde ook in een aantal toneelstukken. In 2000 speelde ze in de bewerking Love's Labors Lost van Shakespeare. Vanaf 2001 leende ze haar stem aan het stripfiguur Sharon Spitz in de animatieserie Beugelbekkie (Braceface) en ontving daarvoor in 2002 een nominatie voor een Emmy Award.
Zo speelde ze de hoofdrol in de romantische komedieserie Miss Match, die na één seizoen werd stopgezet. Ze werd voor deze rol genomineerd voor een Golden Globe. Ze speelt tevens enkele rollen in het theater en schreef in 2009 een boek over voeding en in 2014 een over het moederschap.

## Privéleven
Silverstone trouwde op 11 juni 2005 met rockzanger Christopher Jarecki. Het stel maakte op 27 februari 2018 bekend uit elkaar te gaan na een huwelijk van 13 jaar.
Ze is sinds haar 21e veganist. Silverstone ook staat bekend als een dierenrechten- en milieuactivist.

## Theater
- Carol's Eve als Debbie (1993)
- The Graduate als Elaine Robinson (2002)
- Boston Marriage als Catherine (2006)
- Speed-the-Plow als Karen (2007)
- Time Stands Still als Mandy (2009-2010)
- The Performers als Sara (2012)
- Of Good Stock als Amy (2015)